# Рудківська сільська рада (Демидівський район)
Рудківська сільська́ ра́да — орган місцевого самоврядування в Демидівському районі Рівненської області. Адміністративний центр — село Рудка.
Ліквідована у 2018 році внаслідок об'єднання в Демидівську ОТГ.

## Загальні відомості
- Рудківська сільська рада утворена в 1944 році.
- Територія ради: 20,924 км²
- Населення ради: 641 особа (станом на 2001 рік)

## Населені пункти
Населені пункти, що відносяться до Рудківської сільської ради.
| № | Назва     | Тип  | Рік заснування | Площа км² | Населення (2001), ос. |
| - | --------- | ---- | -------------- | --------- | --------------------- |
| 1 | Рудка     | село | 1545           | 13,6      | 485                   |
| 2 | Калинівка | село | 1650           | 7,324     | 156                   |

## Склад ради
Рада складається з 12 депутатів та голови.
- Голова ради: Погорілий Володимир Андрійович
- Секретар ради: Улянич Валентина Василівна

### Керівний склад попередніх скликань
| Прізвище, ім'я, по батькові    | Основні відомості                                                 | Дата обрання | Дата звільнення |
| ------------------------------ | ----------------------------------------------------------------- | ------------ | --------------- |
| Шевчук Ярослав Георгійович     | Сільський голова, 1965 року народження                            | 26.03.2006   | 31.10.2010      |
| Погорілий Володимир Андрійович | Сільський голова, 1960 року народження, освіта вища, безпартійний | 31.10.2010   |                 |

Примітка: таблиця складена за даними сайту Верховної Ради України

### Депутати
За результатами місцевих виборів 2010 року депутатами ради стали:

#### За суб'єктами висування
| Суб'єкт висування                                       | Кількість обраних депутатів | %    |
| ------------------------------------------------------- | --------------------------- | ---- |
| Партія регіонів                                         | 5                           | 41,7 |
| Політична партія Всеукраїнське об'єднання «Батьківщина» | 5                           | 41,7 |
| Народна партія                                          | 2                           | 16,7 |

#### За округами
| № округу                                                | Прізвище, ім'я, по батькові      | Дата визнання обраним | Освіта           | Партійна приналежність                        | Відомості про обраного депутата           |
| ------------------------------------------------------- | -------------------------------- | --------------------- | ---------------- | --------------------------------------------- | ----------------------------------------- |
| Народна Партія                                          |                                  |                       |                  |                                               |                                           |
| 3                                                       | Приймак Ярослав Аркадійович      | 04.11.2010            | середня          | член Народної партії                          | підприємець                               |
| 11                                                      | Дякевич Тетяна Миколаївна        | 04.11.2010            | незакінчена вища | член Народної партії                          | Рудківська сільська рада, землевпорядник  |
| Партія регіонів                                         |                                  |                       |                  |                                               |                                           |
| 1                                                       | Улянич Валентина Василівна       | 04.11.2010            | незакінчена вища | член Партії регіонів                          | Рудківська сільська рада, секретар        |
| 4                                                       | Улянич Іван Миколайович          | 04.11.2010            | середня          | член Партії регіонів                          | тимчасово не працює                       |
| 5                                                       | Улянич Василь Миколайович        | 04.11.2010            | середня          | член Партії регіонів                          | тимчасово не працює                       |
| 7                                                       | Смалько Валентина Михайлівна     | 04.11.2010            | вища             | член Партії регіонів                          | Рудківська загальноосвітня школа, вчитель |
| 9                                                       | Свереп'юк Валентин Володимирович | 04.11.2010            | середня          | член Партії регіонів                          | Демидівське ВПУ-25, студент               |
| Політична партія Всеукраїнське об'єднання «Батьківщина» |                                  |                       |                  |                                               |                                           |
| 2                                                       | Павлюк Ірина Миколаївна          | 04.11.2010            | вища             | член Всеукраїнського об'єднання «Батьківщина» | Рудківська загальноосвітня школа, вчитель |
| 6                                                       | Панасюк Людмила Григорівна       | 04.11.2010            | вища             | член Всеукраїнського об'єднання «Батьківщина» | Рудківська загальноосвітня школа, вчитель |
| 8                                                       | Толочик Богдан Леонідович        | 04.11.2010            | середня          | член Всеукраїнського об'єднання «Батьківщина» | Демидівське ВПУ-25, студент               |
| 10                                                      | Козачук Наталія Володимирівна    | 04.11.2010            | середня          | член Всеукраїнського об'єднання «Батьківщина» | тимчасово не працює                       |
| 12                                                      | Артемчук Катерина Олександрівна  | 04.11.2010            | вища             | член Всеукраїнського об'єднання «Батьківщина» | тимчасово не працює                       |

## Населення
За переписом населення України 2001 року в сільській раді мешкали 624 особи.

### Мова
Розподіл населення за рідною мовою за даними перепису 2001 року:
| Мова       | Відсоток |
| ---------- | -------- |
| українська | 99,22 %  |
| російська  | 0,47 %   |
| молдовська | 0,31 %   |